# Добрна (община)
Община Добрна (словен. Občina Dobrna) — одна з общин Словенії. Адміністративним центром є місто Добрна.

## Населення
У 2011 році в общині проживало 2187 осіб, 1123 чоловіків і 1064 жінок. Чисельність економічно активного населення (за місцем проживання), 895 осіб. Середня щомісячна чиста заробітна плата одного працівника (EUR), 870,57 (в середньому по Словенії 987.39). Приблизно кожен другий житель у громаді має автомобіль (49 автомобілі на 100 жителів). Середній вік жителів склав 40,5 роки (в середньому по Словенії 41.8). 